# 優美早紀
優美 早紀（ゆうみ さき、6月22日 - ）は、日本の女優。
広島県出身。ハーモニック所属。

## 来歴
- 広島県に生まれる。

## 人物・エピソード
- 趣味、特技は茶道、ピアノ、作詞、作曲、歌、書道、日常英語。

## 出演

### 映画
- ラストホール 監督：秋葉美希（2023年） 咲彩役[1]
- DOES（2020年、主演 / 脚本 ）なつき役
- ブルースター（2020年、 脚本/監督 / 料理監修 / 主演 ）幸役
- Curfew（2020年）レミ役
- Last Lover 監督:岡元雄作 （2018年）主演 松本美優役[2][3]
- 空を歩く鳥 監督: 松本千晶（2018年）川野麻衣役
- Last Lie 監督:岡元雄作 （2017年）久保田美加役
- ダブルミンツ 監督: 内田英治（2017年）クラブ客役
- リングサイドストーリー 監督:武正晴（2017年）観戦客

### テレビドラマ
- 「東京ラブストーリー」（2020年4月〜、Amazon prime）
- 「全裸監督」4話（2019年、NETFLIX）ホステス役

### 舞台
- At Random /佃尚能 演出　(2021)
- 佛淵和哉主催 二人芝居 「朝に死す」 (新宿眼科画廊スペースO)(2020)
- 東京笹塚ボーイズ 「水面のひかり」 (北千住BUoY)(2019)
- 月刊根本宗子第15回 「紛れもなく、私が真ん中の日」 <浅草九劇>(2018)[4]
- Takeuma produce 「風の英雄~野球選手が夢だった」 (TACCS1179)(2017)
- Cooch 第5回杮落とし本公演 「トキがかける川越JENESIS」 (アトリエファンファーレ東新宿)(2017)
- TEAM 花時。企画プロデュース第10 ラウンド 「その名も...オグチ」 (座・高円寺2)(2016)
- パンチドランカーROUND9 「しだれ桜」 (シアター711)(2016)
- Cooch 第４回公演 「SHOPPING MOLE2」 (中野テアトルBONBON)(2016)
- TEAM 花時。企画プロデュース第８ラウンド 「 ホイッスル～笛の鳴る病棟～」 (阿佐ヶ谷アルシェ)(2015)

### その他
CM
- Joysound 響2 メイン女優の友達 CM (2019)
- RADIX WebCM 社員役 (2018)

MV
- TGLAB/田中博巳監督 女性モデル役 (2017)
- Block B PROJECT-1　Block B アン・ジェヒョ (2017)

- NTT Communication Forum2018 TARAMAN+SABAE~DESIGNART TOKYO ～司会
- 第16 回アクセントナレーションコンテスト 佳賞